# Jerchel (bij Gardelegen)
Jerchel is een plaats en voormalige gemeente in de Duitse deelstaat Saksen-Anhalt en maakt als een der (anno 2024) 29 Ortschaften deel uit van de gemeente Gardelegen in de Landkreis Altmarkkreis Salzwedel.
Jerchel telde begin 2022 300 inwoners. 

Situering van de plaatsen in de gemeente Gardelegen

Het dorp ligt 10 km ten zuidwesten van Gardelegen-stad. De evangelisch-lutherse dorpskerk dateert uit het begin van de 16e eeuw.
Algenstedt · Berge · Breitenfeld · Dannefeld · Estedt · Gardelegen Stadt · Hemstedt · Hottendorf · Jävenitz · Jeggau · Jerchel · Jeseritz · Kassieck · Kloster Neuendorf · Köckte · Letzlingen · Lindstedt · Mieste · Miesterhorst · Peckfitz · Potzehne · Roxförde · Sachau · Schenkenhorst · Seethen · Sichau · Solpke · Trüstedt · Wannefeld · Wiepke · Zichtau